# آگوستو زوکی
آگوستو زوکی (ایتالیایی: Augusto Zucchi؛ زادهٔ ۹ مارس ۱۹۴۶) بازیگر اهل ایتالیا است.
از فیلم‌هایی که وی در آن نقش داشته‌است، می‌توان به یک زن خوب، به گذشته نگاه نکن، برادر کوچک، محاکمه آغاز می‌شود و مرا ببین اشاره کرد.